# VUUR
VUUR is een progressieve-metalband uit Nederland, die in 2016 is opgericht door zangeres Anneke van Giersbergen met verschillende muzikanten met wie ze in het verleden al samenwerkte. Aanvankelijk maakte ook Marcela Bovio deel uit van de band, maar omdat beide zangeressen een andere zangstijl ambieerden, werd onderling besloten dat de voorkeur ging naar Van Giersbergen. Op 20 oktober 2017 bracht de band haar eerste album uit getiteld In This Moment We Are Free – Cities.

## Bezetting
- Anneke van Giersbergen (The Gathering, The Gentle Storm) – zang en slaggitaar
- Jord Otto (My Propane, ReVamp) – lead- en slaggitaar
- Ferry Duijsens (soloproject Anneke van Giersbergen) – slag- en leadgitaar
- Johan van Stratum (Stream of Passion) – basgitaar
- Ed Warby (Gorefest, Ayreon) – drumstel

### Voormalige bezetting
- Marcela Bovio (Stream of Passion, Elfonía) – zang (2016-2017)

## Discografie
- In This Moment We Are Free – Cities (album, 2017)
- The Mermaid and the Horseman (single, 2017)